# Judith Armbrüster
Judith „Puppa“ Armbrüster (* 19. November 1950 in Bad Kreuznach; † 22. Juni 2013) war eine deutsche Schauspielerin mit kurzzeitiger Kinofilmkarriere während der 1970er Jahre.
Sie wirkte während der Welle der Report-Filme meist unter den Künstlernamen Puppa Armbruster und Puppa Arno an einer Reihe von Softsexfilmkomödien mit. Ihren letzten Filmauftritt hatte sie zusammen mit Cleo Kretschmer in einer autobiographisch gefärbten Rolle im Fernsehfilm Idole von Klaus Lemke.
Wegen einer Drogenabhängigkeit ging ihre Schauspielkarriere zu Ende. Sie arbeitete danach auch als Fotomodell in pornografischen Publikationen.
Puppa Armbruster hatte eine Tochter.
Sie starb am 22. Juni 2013.

## Filmografie
- 1972: Schulmädchen-Report. 4. Teil: Was Eltern oft verzweifeln läßt
- 1973: Schulmädchen-Report. 5. Teil: Was Eltern wirklich wissen sollten
- 1973: Junge Mädchen mögen’s heiß, Hausfrauen noch heißer
- 1973: Schlüsselloch-Report
- 1973: Hausfrauen-Report 4. Teil
- 1973: Schulmädchen-Report. 6. Teil: Was Eltern gern vertuschen möchten
- 1974: Wenn die prallen Möpse hüpfen
- 1974: Alpenglüh’n im Dirndlrock
- 1974: Schulmädchen-Report. 7. Teil: Doch das Herz muß dabei sein
- 1974: Bohr weiter, Kumpel
- 1974: Magdalena – vom Teufel besessen
- 1974: Schulmädchen-Report. 8. Teil: Was Eltern nie erfahren dürfen
- 1975: Ein echter Hausfrauenfreund
- 1975: Schulmädchen-Report. 9. Teil: Reifeprüfung vor dem Abitur
- 1975: Idole